# آن هاردينغ
آن هاردينغ (بالإنجليزية: Ann Harding)‏  (و. 1902 – 1981 م) هي ممثلة مسرحية، وممثلة أفلام، وممثلة تلفزيونية، من الولايات المتحدة، توفيت في شيرمان أوكس، عن عمر يناهز 79 عاماً.

## التعليم
تعلمت في كلية برين ماور.

## وصلات خارجية
- آن هاردينغ على موقع IMDb (الإنجليزية)
- آن هاردينغ على موقع روتن توميتوز (الإنجليزية)
- آن هاردينغ على موقع ميوزك برينز (الإنجليزية)
- آن هاردينغ على موقع قاعدة بيانات برودواي على الإنترنت (الإنجليزية)
- آن هاردينغ على موقع قاعدة بيانات الأفلام السويدية (السويدية)
- آن هاردينغ على موقع إن إن دي بي (الإنجليزية)
- آن هاردينغ على موقع قاعدة بيانات الفيلم (الإنجليزية)